# Безжалісне небо
«Безжалісне небо» (англ. The Cruel Sky) — невелике фантастичне оповідання Артура Кларка (1966). 

## Сюжет
Доктор Жуль Елвін і провідник Джордж Харпер піднімаються на Еверест. Але це не просте сходження, Доктор Елвін — каліка від народження, на вершину він піднімається за допомогою винайденого ним антигравітатора, який налаштовано так, щоб зменшити вагу альпіністів у чотири рази. Вчений вирішив поєднати випробування пристрою і здійснення своєї мрії.
Під час спуску з вершини вони потрапляють у заметіль і зриваються у прірву. Щоб не розбитися, герої вмикають антигравітатор на повну потужність і злітають у небо. Регулюючи потужність пристрою, вони приземляються в ущелині. Джордж Харпер отримує струс мозку. Потужності рації бракує, щоб передати сигнал лиха.
В одну з ночей навколо намету героїв лунає дивний шум, хтось ходить поруч. Потім вони чують, як антигравітатори злітають у небо.
На наступний день до них прилітає вертоліт. Рятувальник розповідає їм що станції стеження виявили мертвого гімалайського сніжного барса, що заплутався у якийсь збруї і ширяє на висоті в дев'яносто тисяч футів, не падаючи вниз.